# Biagulla

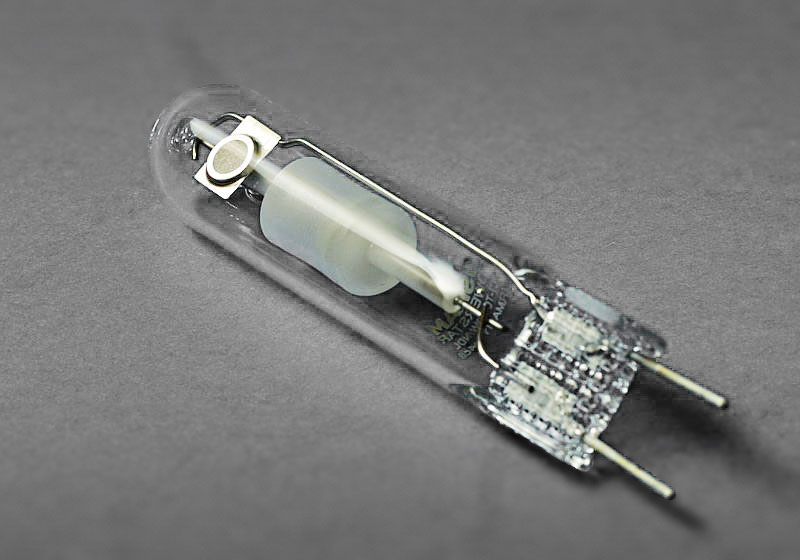
Una làmpada halògena amb capçal biagulla tipus G8.5

Un acoblament Biagulla, de dues agulles, o Bipin en anglès, és un estàndard de la CEI que s'utilitza en petites làmpades d'incandescència, especialment les halògenes i també en làmpades fluorescents.
Algunes làmpades tenen les agulles força juntes per prevenir que no siguin intercanviades amb altres de wattatge massa elevat, que poden causar massa escalfor i fins i tot foc. Aquestes s'anomenen a voltes mini-biagulla. Algunes, particularment en automoció, tenen les agulles corbades enrere vers la base de la làmpada i s'anomenen base de tascó o sòcol.

## Història
La base biagulla fou inventada per Reginald Fessenden per a la fira de 1893 de Chicago. En guanyar Westinghouse el contracte per il·luminar la primera fira electrificada, amb el "Corrent Altern" de Nikola Tesla, en comptes del Corrent Continu del seu rival Thomas Edison, Edison i la seva companyia General Electric van rebutjar permetre'ls fer servir la patentada rosca Edison. Westinghouse va superar-ho inventant l'acoblament "biagulla".

## Codis Biagulla
| Tipus    | Estàndard                | Distància entre centres d'agulla | Diàmetre d'agulla | Ús |
| -------- | ------------------------ | -------------------------------- | ----------------- | --- |
| G4       | IEC 60061-1 (7004-72)    | 4.0 mm                           | 0.65-0.75 mm      | MR11 i altres petits halògens de 5/10/20 watts i 6/12 volts                                                        |
| GU4      | IEC 60061-1 (7004-108)   | 4.0 mm                           | 0.95-1.05 mm      | |
| GY4      | IEC 60061-1 (7004-72A)   | 4.0 mm                           | 0.65-0.75 mm      | |
| GZ4      | IEC 60061-1 (7004-64)    | 4.0 mm                           | 0.95-1.05 mm      | |
| G5       | IEC 60061-1 (7004-52-5)  | 5 mm                             |                   | T4 i T5 tubs fluorescents                                                                                          |
| G5.3     | IEC 60061-1 (7004-73)    | 5.33 mm                          | 1.47-1.65 mm      | |
| G5.3-4.8 | IEC 60061-1 (7004-126-1) |                                  |                   | |
| GU5.3    | IEC 60061-1 (7004-109)   | 5.33 mm                          | 1.45-1.6 mm       | |
| GX5.3    | IEC 60061-1 (7004-73A)   | 5.33 mm                          | 1.45-1.6 mm       | MR16 i altres petits halògens de 20/35/50 watts i 12/24 volts                                                      |
| GY5.3    | IEC 60061-1 (7004-73B)   | 5.33 mm                          | ????? mm          | |
| G6.35    | IEC 60061-1 (7004-59)    | 6.35 mm                          | 0.95-1.05 mm      | |
| GX6.35   | IEC 60061-1 (7004-59)    | 6.35 mm                          | 0.95-1.05 mm      | |
| GY6.35   | IEC 60061-1 (7004-59)    | 6.35 mm                          | 1.2-1.3 mm        | |
| GZ6.35   | IEC 60061-1 (7004-59A)   | 6.35 mm                          | 0.95-1.05 mm      | |
| G9       | IEC 60061-1 (7004-129)   | 9.0 mm                           |                   | |
| GU10     |                          | 10 mm                            |                   | gira-i-bloca (twist-lock) 120-230 volt llums MR16' halògens de 35/50 watts, des de meitat del 2000                 |
| G13      |                          | 12.7 mm (½ in.)                  |                   | T8 and T12 tubs fluorescents                                                                                       |
| G23      |                          | 23 mm                            | 2 mm              | |
| G24      |                          | 24 mm                            | 2 mm              | |
| GU24     |                          | 24 mm                            |                   | gira-i-bloca per fluorescents compactes autoregulats, des del 2000                                                 |
| GX53     |                          | 53 mm                            |                   | gira-i-bloca per fluorescents compactes de sota-armaris en forma de puck (disc del Hockey sobre gel), des del 2000 |

El sufix després de la "G" indica la separació de les agulles. "GU" indica també que cada agulla té dos diàmetres, el més gran dels quals és a l'extrem, a fi de blocar en girar dins el sòcol.
Una "q" petita al final de la designació indica una base de quatre agulles, amb dos biagulles. Es fan servir en làmpades de tub fluorescent que s'endollen en un sòcol que té un estabilitzador permanent.
També hi ha tubs amb una agulla a cada extrem.

## Galeria

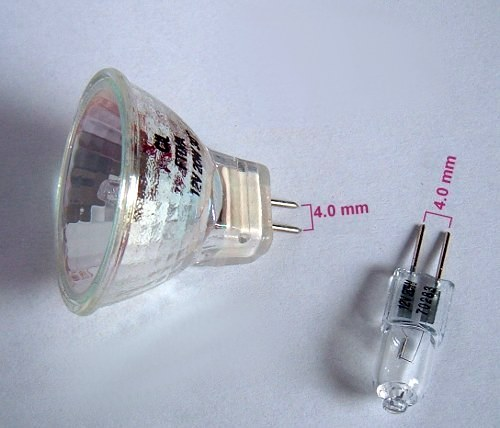
Halogen MR11 làmpades amb reflectors GU4 tipus (esquerra) i G4 (dreta), 12 V, 20 W
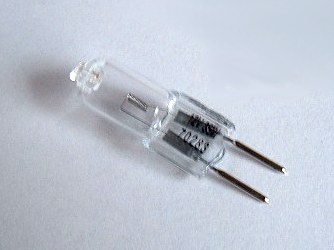
Tipus G6.35 bombeta halògena de 12 V, 35 W
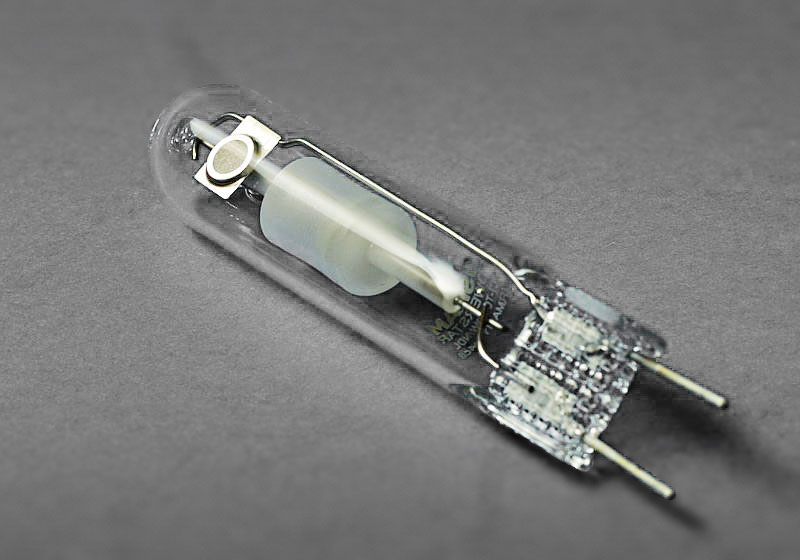
Làmpada d'halur metàl·lic tipus G8.5
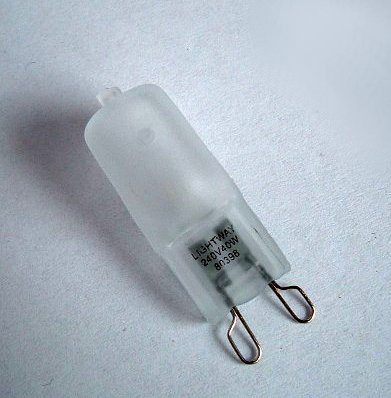
Tipus de llum halògena G9, 230 V, 40 W
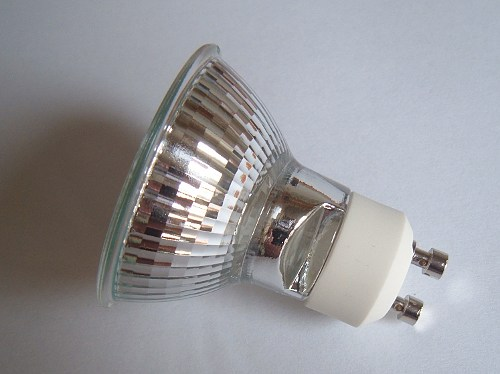
Llum de tipus halogen GU10, 230 V, 35 W
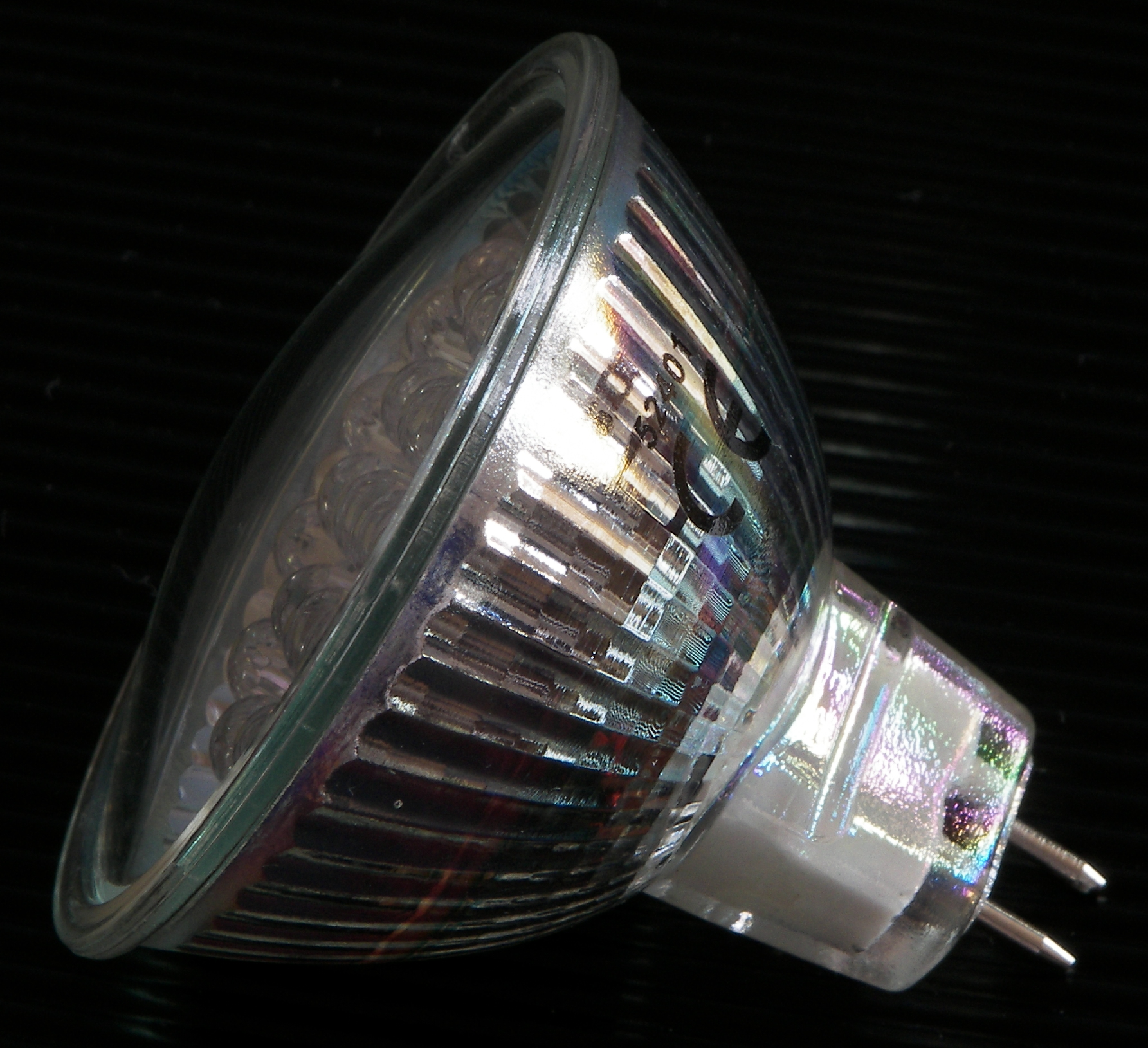
Tipus de llum LED MR16 amb la base GU5.3